# 神奈川県立横須賀大津高等学校
神奈川県立横須賀大津高等学校（かながわけんりつ よこすかおおつこうとうがっこう）は、全日制普通科の高等学校である。所在地は神奈川県横須賀市大津町。

## 概要

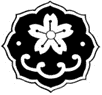
校章

高等女学校として創立したが、現在は共学校。旧制中学の県立横須賀高校よりも歴史は長く、学区内で最も歴史がある。同窓会は「たちばな会」として活発に活動している。
もともと高等女学校であったこともあり、新制高校への再編後、建前上は共学とされていながら生徒は実質的に女子のみという時期が長く続いていた。しかし、1981年に男子生徒を受け入れ、それ以降は正式に共学校となっている。
校歌に関しては、109周年を迎えた現在、4曲存在する。

## 沿革
- 1906年（明治39年）
  - 4月25日 - 横須賀町谷町3番地に横須賀町豊島町組合立横須賀高等女学校として開校[1]。
  - 12月27日 - 翌年4月に深田町に移転することが認可される[2]。
- 1907年（明治40年）10月 - 横須賀市立横須賀高等女学校と改称
- 1908年（明治41年）3月30日 - 深田町43番地に移転。
- 1927年（昭和02年）5月19日 - 浦賀町（現在地）に移転することが認可される[3]。
- 1930年（昭和05年）1月1日 - 県に移管し、神奈川県立横須賀高等女学校と改称[4]。現在地に移転。
- 1948年（昭和23年）4月1日 - 学制改革により神奈川県立横須賀女子高等学校と改称
- 1950年（昭和25年）4月1日 - 神奈川県立横須賀大津高等学校と改称
- 1981年（昭和56年） - 男女共学制に移行
- 2006年（平成18年） - 創立100周年を迎える
- 2013年（平成25年） - 神奈川県より研究推進校に指定される[5]。テーマはICT利活用教育。

## 交通
- 京急久里浜線新大津駅より徒歩5分
- 京急本線京急大津駅より徒歩8分。

なお、新大津駅は高等女学校（当時）への通学の便を図って設置された駅である。

## 特色
当校の特色として学校行事が盛んであることが挙げられる。文化祭、体育祭合わせて橘華祭(きっかさい)という名称で、毎年6月、9月に開催されている。

## 部活動
文化部
- 演劇部
- 文学部
- 室内楽部
- 吹奏楽部
- 現代音楽部
- 華道部
- 茶道部
- 美術部
- アコースティック部
- 科学部
- 合唱同好会
- 数学研究会
- ボードゲーム同好会

運動部
- サッカー部
- 野球部
- ハンドボール部
- バスケットボール部(男女)
- バレーボール部(男女)
- バドミントン部(男女)
- 硬式テニス部
- ソフトテニス部(男女)
- ダンス部
- 陸上競技部
- 卓球部
- 剣道部
- 水泳部
- 柔道同好会

## 著名な出身者
- 川崎ヒロユキ（脚本家）
- 時田貴司（ゲームクリエイター）
- 鈴木慶江（オペラ歌手）
- 加羽沢美濃（作曲家・ピアニスト）
- 中尾受太郎（総合格闘家）
- 倉田芳琳（商業書道家）
- まとばゆう（お笑いタレント・作曲家・ピアニスト）